# Hôtel de Condé

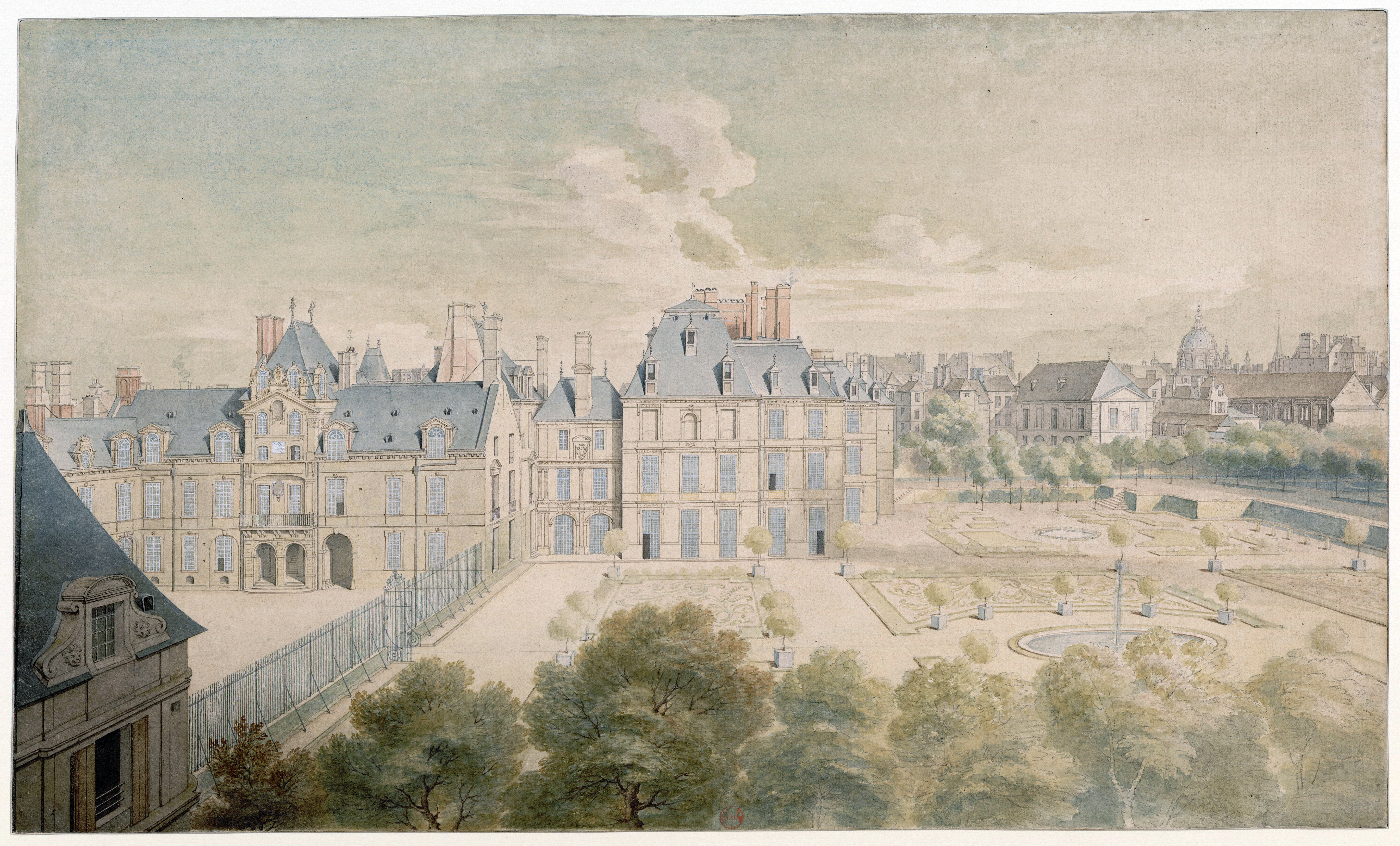
Vue de la cour intérieure de l'hôtel de Condé.

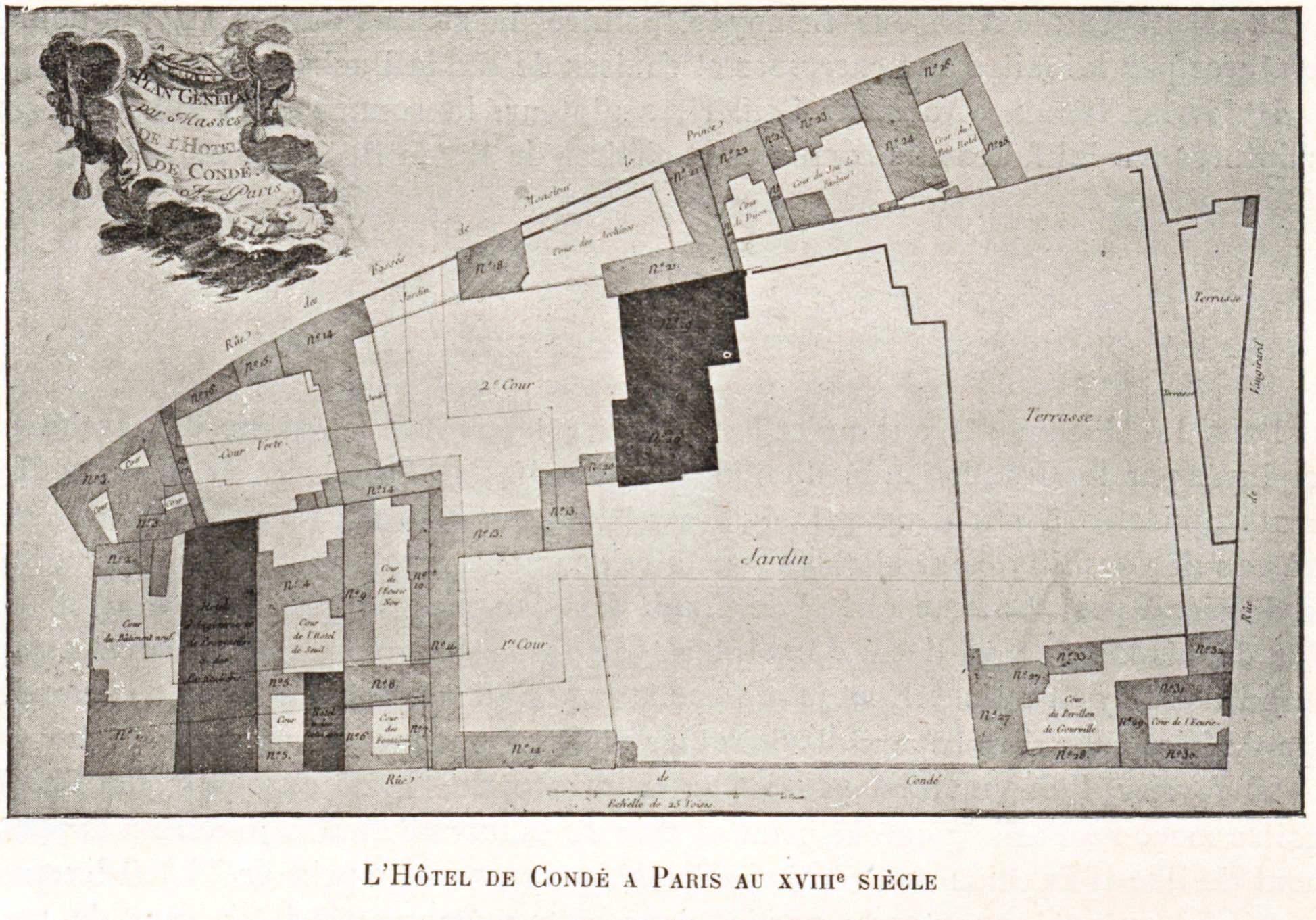
Plan de l'hôtel de Condé au XVIIIe siècle.

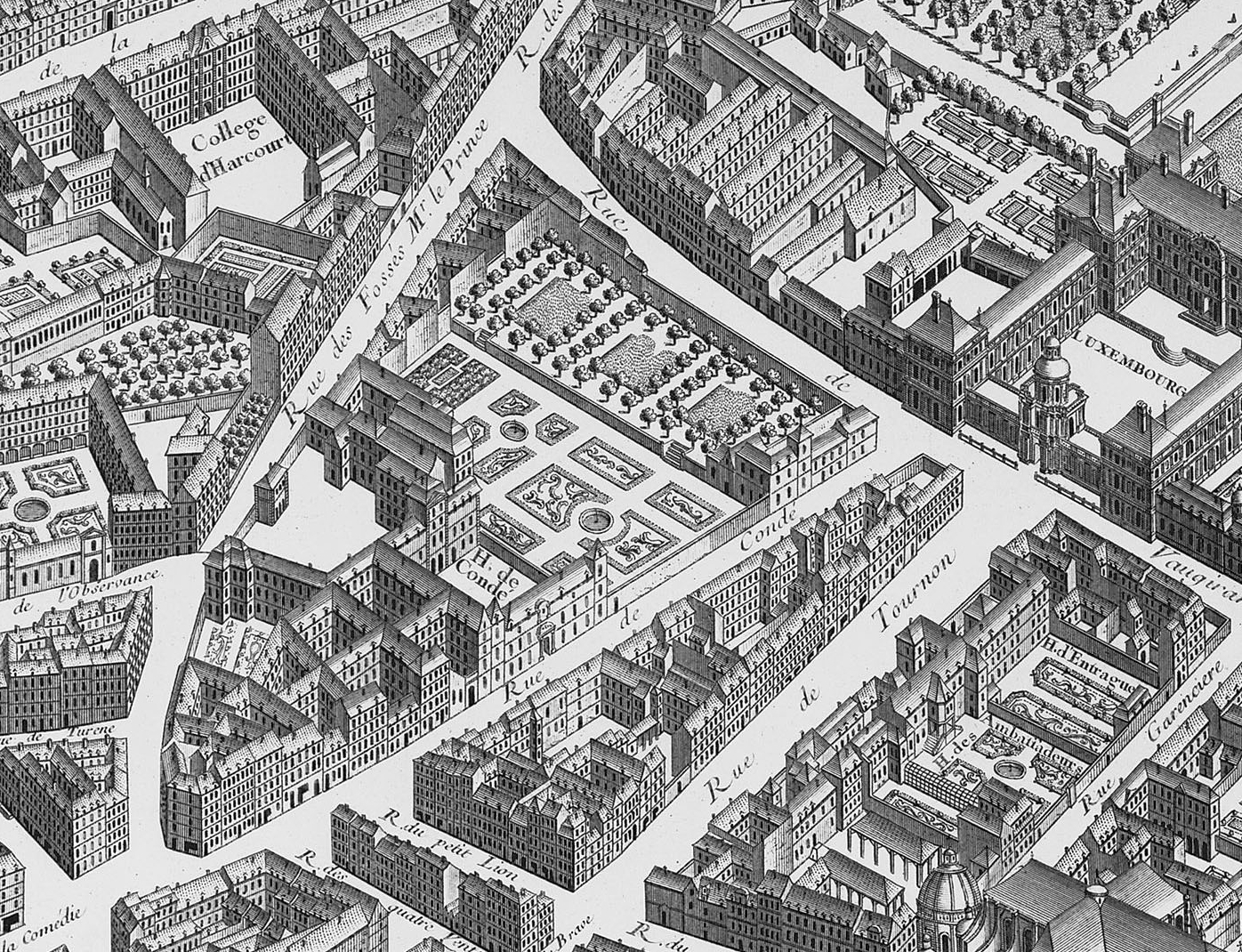
L'hôtel de Condé, résidence des princes de Condé entre 1612 et 1770, d'après le plan
de Turgot. Le théâtre de l'Odéon a été construit de 1779 à 1782 dans les jardins de l'hôtel.

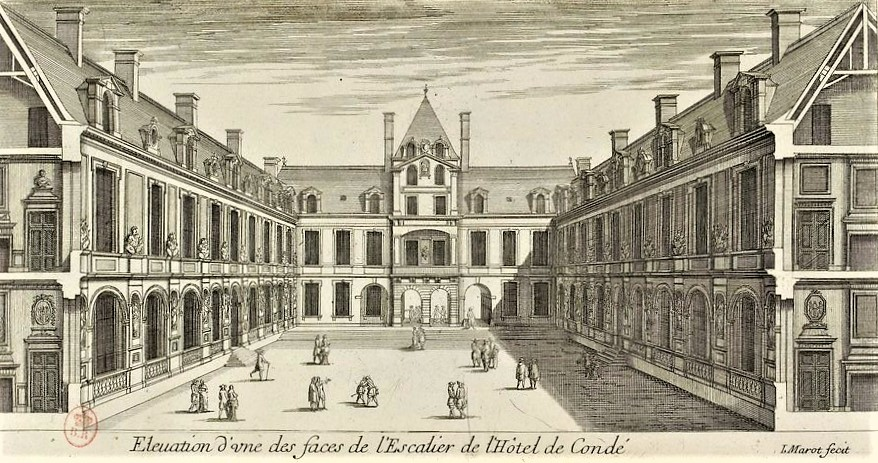
Élévation d'une des faces de l'escalier de l'hôtel de Condé
Jean Marot, L'Architecture française

Pour les articles homonymes, voir Hôtel de Condé (homonymie).
L'hôtel de Condé est un ancien hôtel particulier parisien, détruit à la fin du XVIIIe siècle, qui se trouvait à l'emplacement de l'actuel quartier qui s'étend autour du Théâtre de l'Odéon.

## Situation
L'hôtel et son jardin occupait presque tout le terrain circonscrit par les rues de Condé, de Vaugirard, Monsieur-Le-Prince et le carrefour de l'Odéon dans le 6e arrondissement.

## Histoire
L'hôtel de Condé prit la suite du somptueux hôtel construit par Jérôme de Gondi (1550 - 1604), fidèle écuyer de Catherine de Médicis en 1582-1583 par un architecte non connu, avec des fortes présomptions par un membre de la famille du Cerceau ou Claude Vellefaux. La famille de Gondi s'installe dans l'hôtel en 1586. Un grand jardin est aménagé avec la construction d'une orangerie en 1603-1604. Après une ascension sociale fulgurante grâce à la protection de la reine, avait connu des difficultés financières et, entre 1609 et 1612, Jean-Baptiste II de Gondi dut vendre ses biens immobiliers parisiens. L'hôtel fut donné en 1610 à Henri II de Bourbon-Condé par Marie de Médicis qui voulait le récompenser d'avoir consenti à épouser Charlotte-Marguerite de Montmorency. L'hôtel fut restauré et rebâti en grande partie par le nouveau propriétaire. De modestes travaux sont d'abord entrepris par Clément II Métezeau, Jacques Lemercier, en 1641, et François Levé.
À la mort du prince de Condé, en 1646, sa veuve entreprend un grand chantier qu'elle confie à François Mansart. Il construit une extension pour accueillir de grands appartements doubles. C'est un pavillon construit entre deux jardins placé presque au milieu de la propriété et permettant de relier tous les bâtiments dispersés. François Mansart intervient dans une seconde campagne, en 1664-1665. Il s'agit d'agrandir le pavillon qu'il avait construit et de la transformation de l'appartement du prince avec une reconstruction partielle de l'élévation. Il travaille avec Jacques Gabriel. Le plan masse de l'hôtel n'a plus évolué jusqu'à sa démolition.
L'hôtel de Condé formait un vaste ensemble de bâtiments, aux ailes séparées par d'étroites cours intérieures, avec des enclaves et des mitoyennetés génantes, mais les principaux corps de bâtiment donnaient sur un vaste jardin à la française séparé par une belle grille de la cour d'honneur, et qui, par un ensemble de trois terrasses successives, allaient faire face, sur la rue de Vaugirard, au palais du Luxembourg.
Ce jardin était si spacieux que, lorsque l'on était obligé de fermer le Luxembourg, on ouvrait les grilles de la demeure princière, et la foule pouvait s'y répandre sans le moindre encombrement.
Germain Brice, dans sa Description nouvelle de la ville de Paris, a donné une description admirative du mobilier de l'hôtel de Condé : « Le plafond de la chambre et du cabinet de Mme la Princesse ont été peints par de Sève (...) Pour des meubles, il est difficile d'en voir dans aucun autre palais de plus riches et en plus grande quantité. On y trouve aussi des tableaux de maîtres du premier rang, entre autres un Baptême de Notre-Seigneur, de l'Albano (...) , des tapisseries extraordinaires et des pierreries plus qu'en aucun autre endroit. On y conserve aussi une nombreuse bibliothèque composée de livres curieux et des cartes à la main des plus rares. »
C'est dans cet hôtel que naquit le 2 juin 1740 le marquis de Sade, où sa mère, Marie-Éléonore de Maillé de Carman, avait ses appartements, en qualité de "dame d'accompagnement" et parente de la princesse de Condé.
Les Condé s'installèrent en 1764 au Palais Bourbon et Louis XV acheta ces terrains et ces jardins en 1770. En 1778, Louis XVI offrit à son frère, le comte de Provence, le Luxembourg et l'hôtel de Condé. En 1779, le lotissement de l'hôtel de Condé fit l'objet d'une vaste opération immobilière, comparable à celle menée par le duc de Chartres au Palais-Royal. Le terrain fut percé de rues et partagé en lots. La rue de l'Odéon, dite primitivement du Théâtre-Français, la première de Paris pourvue de trottoirs, fut ouverte au milieu de l'hôtel de Condé, en même temps que s'édifiait la nouvelle salle du théâtre-Français, inaugurée en 1782 et qui devait en 1807 changer de nom pour celui de théâtre de l'Odéon.